# Касымжанов, Агын Хайруллович
Агы́н (Аги́н) Хайру́ллович Касымжа́нов (каз. Ағын Хайроллаұлы Қасымжанов) (1931, Алма-Ата — 2000, Алма-Ата) — советский и казахстанский философ, специалист по теоретическим проблемам истории философской мысли и наследия аль-Фараби. Доктор философских наук, профессор, член-корреспондент НАН РК.

## Биография
В 1954 году закончил философский факультет Казахского государственного университета.
В 1962—1977 годы — доцент и заведующий отделом истории философской мысли Казахстана и изучения творчества аль-Фараби Института философии и права АН КазССР.
В 1969 году в Институте философии АН СССР защитил диссертацию на соискание учёной степени доктора философских наук по теме «Логический аспект истории диалектики: (По „Философским тетрадям“ В. И. Ленина)».
В 1970 году присвоено учёное звание профессора. В том же году избран членом-корреспондентом АН КазССР.
В 1977—1983 годы — директор Института повышения квалификации преподавателей КазГУ.
С 1993 года — директор Центра аль-Фараби и заведующий кафедрой философии и методологии социального познания КазГУ.
Редактор и составитель ряда изданий трудов аль-Фараби на русском и казахском языках («Философские трактаты», "Социально-этические трактаты, «Логические трактаты» и др.).
Автор 260 научных работ, из них 10 монографий.

## Семья
Дочь — А. А. Касымжанова, доктор философских наук, профессор, заведующая Центром аль-Фараби (2000—2008).

## Научные труды

### Диссертации
- Касымжанов А. Х. Логический аспект истории диалектики: (По «Философским тетрадям» В. И. Ленина) : Автореферат дис. на соискание ученой степени доктора философских наук. (622) / Ин-т философии АН СССР. Ин-т философии и права АН Каз. ССР. — Москва : [б. и.], 1968. — 39 с.

### Монографии
на русском языке
- Қасымжанов А. Х. Проблема совпадения логики, диалектики и теории познания. — Алма-Ата: АН КазССР, 1962. — 122 с.
- Касымжанов А. Х. Ленинский этап в развитии философии/ А. Касымжанов, канд. философ. наук. — Алма-Ата : [б. и.], 1965. — 39 с. — (В помощь лектору/ О-во «Знание» КазССР).
- Касымжанов А. Х. Как читать и изучать «Философские тетради» В. И. Ленина. — М. : Политиздат, 1968. — 167 с.
- Касымжанов А. Х. Немецкая классическая философия — один из источников марксизма: (Материал в помощь лектору) / А. Х. Касымжанов, д-р философ. наук ; О-во «Знание» Каз. ССР. Науч.-метод. совет по пропаганде марксистско-ленинской философии. — Алма-Ата : [б. и.], 1970. — 21 с.
- Касымжанов А. Х. Аль Фараби / О-во «Знание» КазССР. — Алма-Ата : [б. и.], 1974. — 35 с.
- Касымжанов А. Х., Гафуров Б. Г. Ал-Фараби в истории культуры/ Б. Г. Гафуров, А. Х. Касымжанов ; АН СССР, Ин-т востоковедения. — М.: Наука, 1975. — 181 с.
- Касымжанов А. Х. Аль-Фараби: история мировой культуры. М., 1975.
- Касымжанов А. Х., Луканин Р. К., Харенко Е. Д. Великий мыслитель Востока: [аль-Фараби] / А. Х. Касымжанов, Р. К. Луканин, Е. Д. Харенко. — Алма-Ата : Казахстан, 1975. — 56 с. — (Для народных университетов культуры).
- Касымжанов А. Х., Бейсенов К. Ш. Программный документ воинствующего материализма : [О кн. В. И. Ленина «Материализм и эмпириокритицизм»]. — Алма-Ата : о-во «Знание» КазССР, 1979. — 48 с.
- Касымжанов А. Х., Закирьянов А. К. Развитие общественно-философской мысли в Казахстане (1917—1979 гг.). — Алма-Ата : О-во «Знание» КазССР, 1980. — 23 с.
- Касымжанов А. Х., Кельбуганов А. Ж. О культуре мышления / А. Х. Касымжанов, А. Ж. Кельбуганов. — М. : Политиздат, 1981. — 128 с. — (Филос. б-чка для юношества)
- Касымжанов А. Х. Абу-Наср Аль-Фараби. (На обложке: Аль-Фараби)М.: Мысль, 1982. — 200 с. — 10 000 экз. (Мыслители прошлого)
- Касымжанов А. Х. О культуре мышления. М., 1985.
- Касымжанов А. Х., Ильясов Ж. Б. Ленин — великий диалектик. — Алма-Ата : Казахстан, 1986. — 102 с.
- Касымжанов А. Х., Мажиденова Д. М. Очарование знания : [О просветителе, поэте и мыслителе Сред. Азии XI в. Юсуфе Баласагуни]. — Фрунзе : Кыргызстан, 1990. — 154 с. ISBN 5-655-00462-3
- Касымжанов А. Х. Эстетические взгляды Фараби. — Душанбе : Ирфон, 1990. — 144 с. ISBN 5-667-00131-4
- Касымжанов А. Х. Теоретический мир культуры: Восток, Запад. Алматы, 1994.
- Касымжанов А. Х. Портреты. Штрихи к истории степи. — Алматы: Қайнар, 1995. — 128 с.

на других языках
- Касымжанов А. Х., Кельбуганов А. Ж. О культуре мышления : [Пер. с рус.]. — Алма-Ата : Казахстан, 1986. — 182 с. — (Филос. б-чка для юношества).
- Касымжанов А. Х. Аль-Фараби : [Великий мыслитель Востока, 870—950 гг. : Перевод]. — М. : Прогресс, Б. г. (1986). — 230 с. староараб. паг.;
- Касымжанов А. Х. Оймен ұғынылған дəуір. Қазақ халқының философиялық мұрасы. Фарабитану. Жиырматомдық. — Астана: Аударма, 2006. — 16-т. — 440 б.

### Статьи
- Касымжанов А. Х. «О значении воинствующего материализма» // Философская энциклопедия. 5 т. / Глав. ред. Ф. В. Константинов. — М.: Советская энциклопедия, 1967. — Т. 4: „Наука логики“ — Сигети. — 591 с. — 66 000 экз.
- «Философские тетради» / Касымжанов А. Х. // Ульяновск — Франкфорт. — М. : Советская энциклопедия, 1977. — (Большая советская энциклопедия : [в 30 т.] / гл. ред.  А. М. Прохоров ; 1969—1978, т. 27).
- Касымжанов А. Х. «Философские тетради» // Философский энциклопедический словарь / Гл. редакция: Л. Ф. Ильичёв, П. Н. Федосеев, С. М. Ковалёв, В. Г. Панов. — М.: Советская энциклопедия, 1983. — С. 739—740. — 840 с. — 150 000 экз.
- Касымжанов А. Х. Самоопределение и духовное наследие // Саясат. — 1999. — № 3. — С. 89-90.
- Касымжанов А. Х. Самоопределение и духовное наследие (опыт авторецензии) // Вестник КазНУ. Серия Философия. Серия Культурология. Серия Политология. — Алматы: КазНУ имени аль-Фараби, 2011. — № 2 (37). — С. 4—6. Архивировано 17 декабря 2014 года.